# Viničky
Viničky, ungarisch Szőlőske (bis 1948 slowakisch „Seleška“; ungarisch alternativ auch Szőllőske) ist eine Gemeinde im Osten der Slowakei mit 449 Einwohnern (Stand 31. Dezember 2024), die zum Okres Trebišov, einem Kreis des Košický kraj, gehört. Sie ist Teil der traditionellen Landschaft Zemplín.

## Geographie

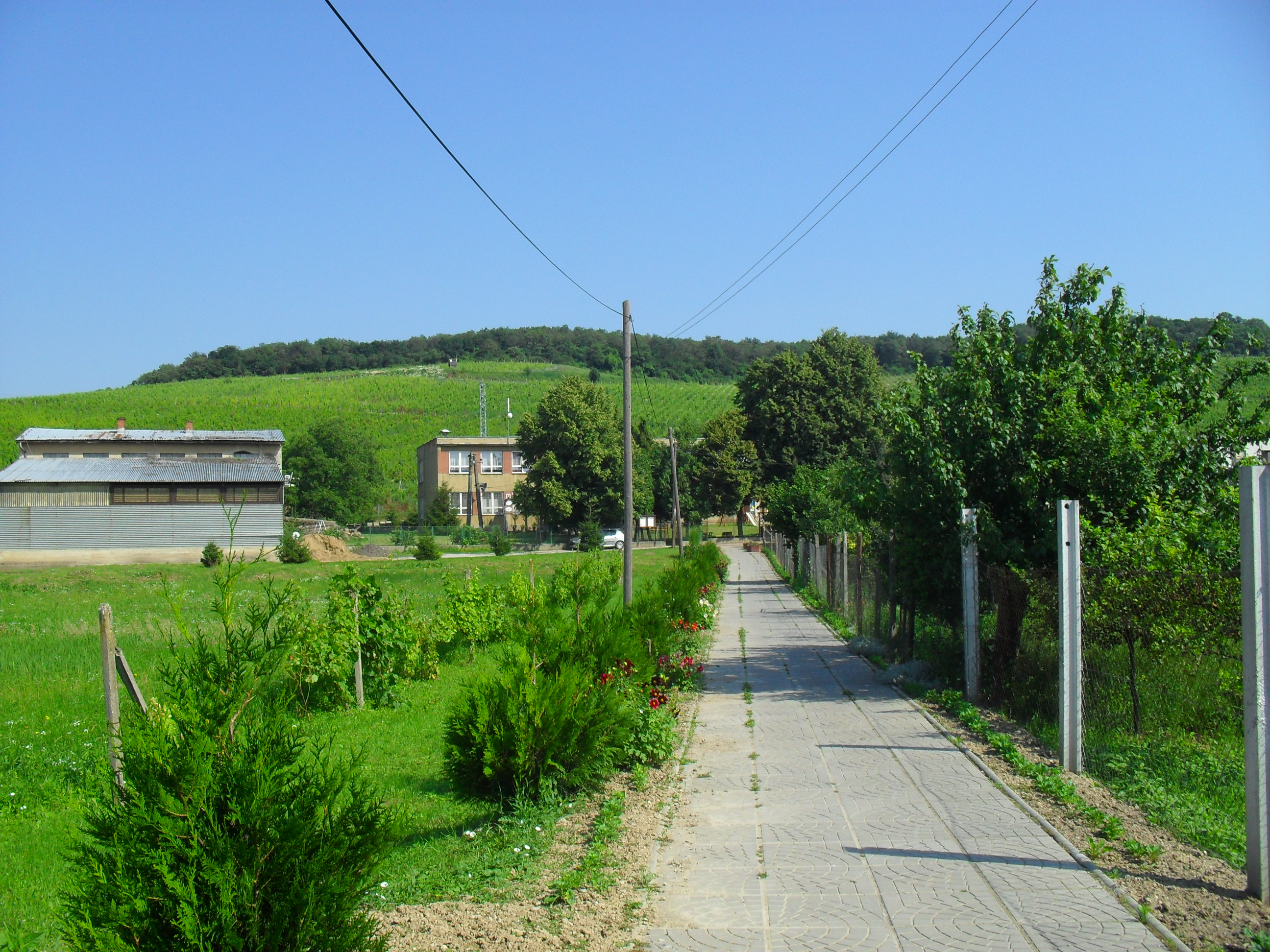
Viničky

Die Gemeinde befindet sich im Südteil des Ostslowakischen Tieflands am südlichen Hang des Kleingebirges Zemplínske vrchy, am rechten Ufer des Bodrog und unweit der Staatsgrenze zu Ungarn. Viničky gehört zudem zum slowakischen Teil des Tokajer Weinbaugebiets und die Weingärten sind nördlich des Ortskerns zu sehen. Der höchste Punkt des Gemeindegebietes ist der Berg Borsuk mit 267 m n.m. Das Ortszentrum liegt auf einer Höhe von 100 m n.m. und ist sieben Kilometer von der ungarischen Stadt Sátoraljaújhely, 22 Kilometer von Kráľovský Chlmec sowie 33 Kilometer von Trebišov entfernt.
Nachbargemeinden sind Černochov und Cejkov im Norden, Ladmovce im Nordosten und Osten, Streda nad Bodrogom im Süden, Klin nad Bodrogom im Südwesten, Borša im Westen und Bara im Nordwesten.

## Geschichte

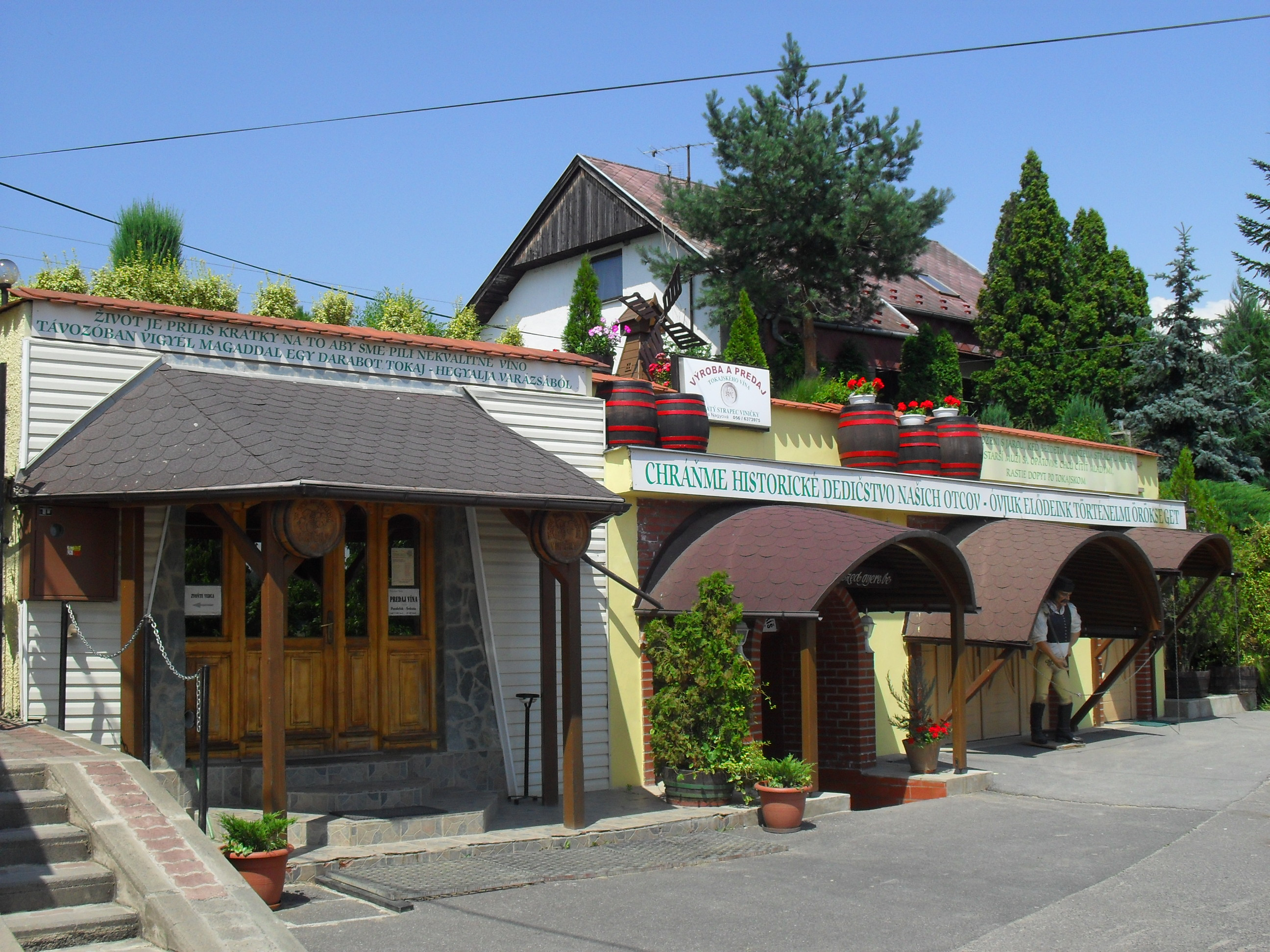
Ein Weingeschäft in Viničky

Das Gemeindegebiet wurde in der Jungsteinzeit besiedelt, mit archäologischen Funden von Siedlungen der Bükker Kultur sowie der Otomány-Kultur, weiter gab es Funde von Bronze- und Goldgegenständen aus der Hallstattzeit sowie eine Besiedlung in der Latènezeit.
Viničky wurde zum ersten Mal 1273 als Zeuleus schriftlich erwähnt, weitere historische Bezeichnungen sind unter anderen Zewlews (1399), Zewlewske (1468) und Sölöska (1773). 1399 wurde eine Furt über den Bodrog erwähnt. 1403 wurde das Dorf Besitz des Geschlechts Pányi, später gefolgt von den Familien Báthory (im 16. Jahrhundert), Almássy (im 17. und 18. Jahrhundert) und Andrássy (im 19. Jahrhundert). 1557 wurden hier fünfeinhalb Porta verzeichnet, 1715 gab es neun verlassene und 15 bewohnte Haushalte. 1787 hatte die Ortschaft 54 Häuser und 270 Einwohner, 1828 zählte man 52 Häuser und 396 Einwohner, die als Fischer, Korbmacher, Landwirte und Winzer beschäftigt waren. 1888 wurde der Ort von einem Hochwasser heimgesucht.
Bis 1918/1919 gehörte der im Komitat Semplin liegende Ort zum Königreich Ungarn und kam danach zur Tschechoslowakei beziehungsweise heute Slowakei. Auf Grund des Ersten Wiener Schiedsspruchs war er 1938–1944 noch einmal Teil Ungarns.

## Bevölkerung
| Jahr                | 1994 | 2004    | 2014    | 2024     |
| ------------------- | ---- | ------- | ------- | -------- |
| Anzahl der Personen | 499  | 518     | 499     | 449      |
| Unterschied         |      | +3,80 % | −3,66 % | −10,02 % |

| Jahr                | 2023 | 2024    |
| ------------------- | ---- | ------- |
| Anzahl der Personen | 453  | 449     |
| Unterschied         |      | −0,88 % |

Nach der Volkszählung 2011 wohnten in Viničky 516 Einwohner, davon 277 Magyaren, 176 Slowaken und ein Tscheche. 62 Einwohner machten keine Angabe zur Ethnie.
195 Einwohner bekannten sich zur reformierten Kirche, 161 Einwohner zur römisch-katholischen Kirche, 73 Einwohner zur griechisch-katholischen Kirche, neun Einwohner zu den Zeugen Jehovas und ein Einwohner zur Evangelischen Kirche A. B. 13 Einwohner waren konfessionslos und bei 64 Einwohnern wurde die Konfession nicht ermittelt.

## Bauwerke und Denkmäler
- reformierte (calvinistische) Kirche im klassizistischen Stil aus dem Jahr 1839[6]
- römisch-katholische Josefskapelle aus dem späten 18. Jahrhundert
- historische Weinkeller
- Landsitz der Familie Andrássy

## Infrastruktur und Verkehr

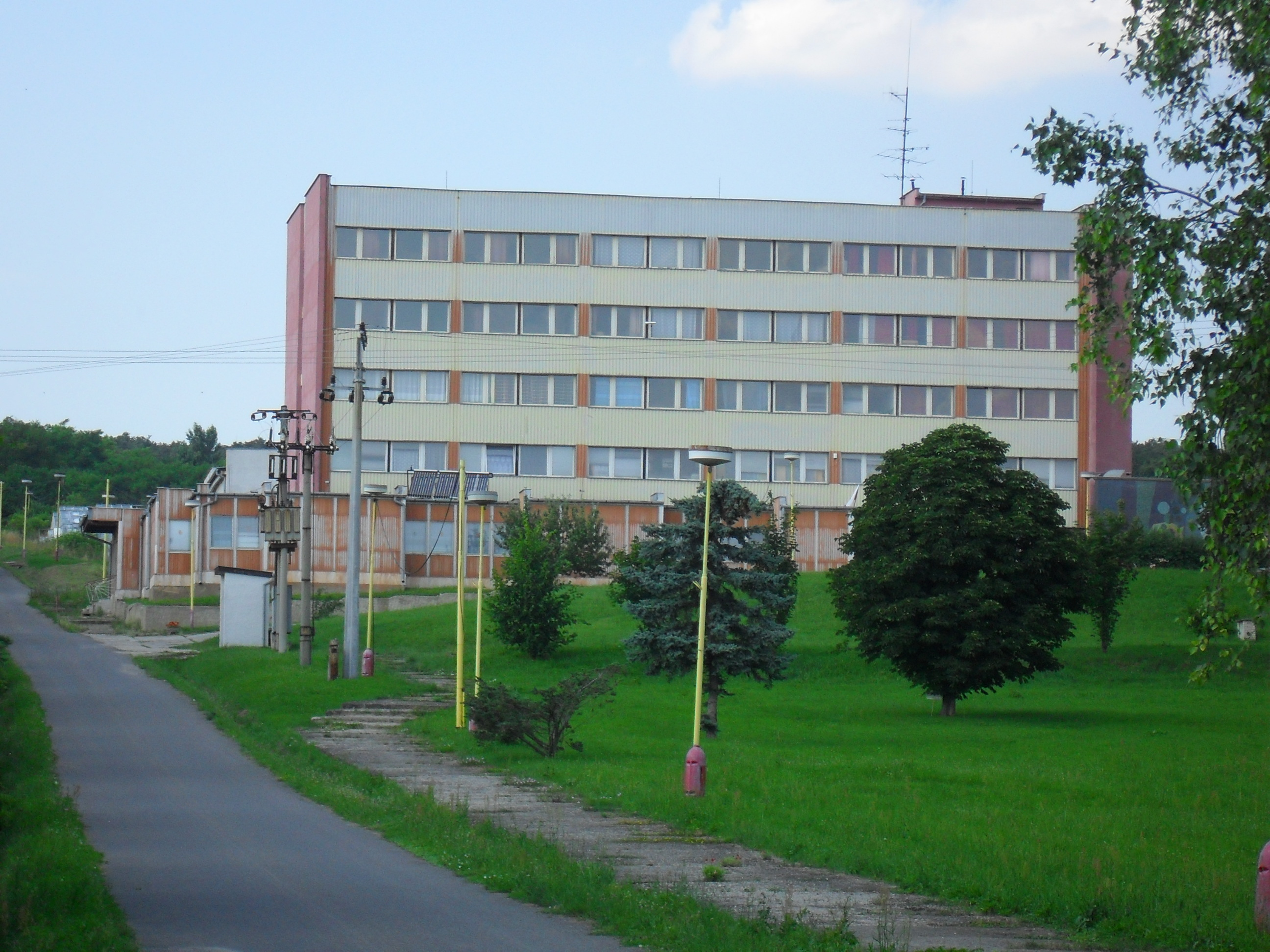
Gebäude der mittleren Fachschule

Die Gemeinde betreibt einen Kindergarten, im Ort befindet sich zudem eine mittlere Fachschule für Obst- und Weinbau.
Durch Viničky verläuft die Cesta I. triedy 79 („Straße 1. Ordnung“) zwischen Slovenské Nové Mesto und Kráľovský Chlmec und überquert hier den Bodrog mit einer Fachwerkbrücke. Im Ort zweigt die Cesta III. triedy 3685 („Straße 3. Ordnung“) nach Ladmovce und Zemplín ab. Ebenfalls in der Nähe und über den Bodrog passiert die Bahnstrecke Čierna nad Tisou–Košice, die nächsten Anschlüsse sind in Borša und Streda nad Bodrogom.